# Parhelophilus crococoronatus
Parhelophilus crococoronatus är en tvåvingeart som beskrevs av Reemer 2000. Parhelophilus crococoronatus ingår i släktet strandblomflugor, och familjen blomflugor. Inga underarter finns listade i Catalogue of Life.